# Ispendje
Ispenj (en turc İspenç) fou un impost otomà cobrat als ciutadans adults de l'imperi que no eren musulmans. Ascendia generalment a unes 25 akças per any. Es creu que fou un impost existent a Sèrbia i que fou mantingut quan els dominis d'Esteve Dušan foren conquerits pels otomans, que el van introduir a Hongria (on existia un impost similar anomenat kapuresmi); al segle xvi es va introduir a Anatòlia. La conversió a l'islam eximia de l'impost.